# Tithaeus fuscus
Tithaeus fuscus is een hooiwagen uit de familie Tithaeidae. De originele naamcombinatie (protoniem) is Tithaeus fuscus Roewer, 1949. De huidige (vanaf 2023) geldig wetenschappelijke naam van Tithaeus fuscus Gaat terug op Carl Frederick Roewer.